# Apocephalus infradentatus
Apocephalus infradentatus är en tvåvingeart som beskrevs av Borgmeier 1961. Apocephalus infradentatus ingår i släktet Apocephalus och familjen puckelflugor. Inga underarter finns listade i Catalogue of Life.